# Napodytes boki
Napodytes es una especie de coleóptero adéfago  perteneciente a la familia Dytiscidae. Es la única especie del género Napodytes.